# 스마일리 페이스
《스마일리 페이스》(영어: Smiley Face)는 미국과 독일에서 제작된 그레그 아라키 감독의 2007년 코미디 영화이다. 애나 패리스 등이 출연하였고, 헨리 윈터스턴 등이 제작에 참여하였다.

## 출연진
- 애나 패리스
- 로스코 리 브라운
- 애덤 브로디
- 존 크러진스키
- 대니 매스터슨
- 제인 린치
- 제이마 메이스
- 짐 래시
- 매리언 로스
- 브라이언 포세인
- 릭 호프먼
- 조이 코코 디애즈
- 마이클 히치콕
- 존 조
- 대니 트레이호
- 리처드 릴리
- 너태샤 윌리엄스
- 스콧 “캐럿 톱” 톰프슨
- 데이브 “그루버” 앨런
- 마이클 셰이머스 와일스
- 윌리엄 재브카

## 기타 제작진
- 협력 제작: 보 J. 기놋
- 배역: 모니카 미컬슨
- 미술: 존 러레나
- 의상: 앨릭스 헤스터